# Апробация
Апробация (лат. approbatio — одобрение, признание):
- в римско-католическом каноническом праве — акт, который предоставляется епископу для подтверждения его фактического церковного служения;
- официальное одобрение, утверждение чего-либо после испытания, проверки;
- предварительное одобрение составленного документа до его принятия.
- предыдущая, предэксплуатационная проверка в действии теоретически обоснованных технических, научных, финансово-экономических программ (проектов) и оценка эффективности их практической реализации;
- проверка на практике, в реальных условиях теоретически построенных методов;
- определение сортовых качеств посевов с целью выбора лучшего из них для семян.

## Апробация в ЭСБЕ
В конце XIX «Энциклопедический словарь Брокгауза и Ефрона» описывал это понятие следующим образом:

Апробация (лат. «одобрение») — так называется вообще согласие правительства на то, чтобы известное лицо выполняло ту или другую должность или поручение, в том однако же предположении, что данное лицо доказало своё на то право и способность. В католической церкви это слово означает разрешение печатать сочинение, подлежащее цензуре епископов, поэтому на таких сочинениях в доказательство их правоверности ставится слово approbatur (одобряется).